# Vela nos Jogos Olímpicos de Verão de 1956
As competições da vela nos Jogos Olímpicos de Verão de 1956 foram disputadas entre os dias 26 de novembro de 5 de dezembro daquele ano na Baía de Port Phillip, no sul de Vitória, na Austrália. O programa de 1952 consistia num total de cinco classes (disciplinas) de vela. Para cada uma das classes do evento foram sete regatas. A navegação foi realizada nos percursos olímpicos do tipo triangular. A partida foi feita no centro de um conjunto de oito marcas numeradas que foram colocadas em um círculo. Durante o procedimento de largada, a sequência das marcas foi comunicada aos velejadores. Ao escolher a marca que estava mais contra o vento, a largada sempre poderia ser feita contra o vento.

## Local
Port Phillip é uma baía natural com cerca de 725 milhas quadradas (1 900 km²) de água, livre de recifes, a apenas 8 milhas (13 km) do Estádio Principal das Olimpíadas. Pode-se entrar na baía pelo Oceano Antártico por uma estreita fenda de cerca de 3 km. Portanto, as áreas do curso estão quase livres de correntes de maré. No entanto, há uma subida da maré de 0,5 m. Os ventos são ideais para velejar. Os ventos predominantes do sul geram ares leves pela manhã. Ele se refresca à tarde para até 18 nós (33 km/h) e, em seguida, diminui e recua para sudeste à noite.
Três percursos circulares foram planejados para o extremo norte da Baía de Port Phillip, cada um usando o sistema de 1936 com 8 boias fixas com largada no meio do círculo. Em Sandringham, para a classe Finn, foi usado um percurso de aproximadamente 6 milhas náuticas (11 km). Para 12 m² Sharpie e Star, o comprimento foi definido em cerca de 10 milhas náuticas (19 km). As classes Dragon e 5.5 Metre usavam um percurso de 14 milhas náuticas (26 km).

## Participantes

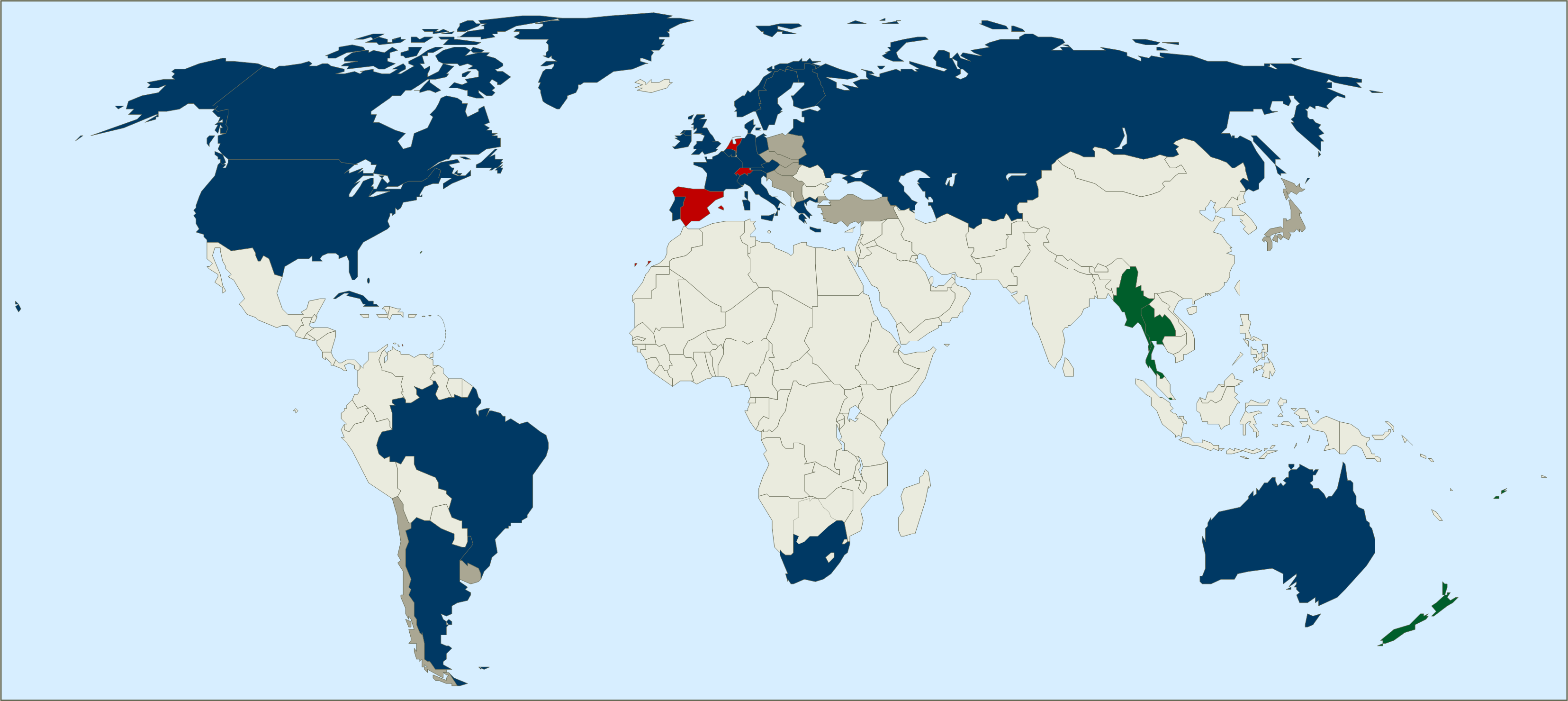
Países participantes da vela nos Jogos Olímpicos de 1956.
Países que participaram pela primeira vez.
Países que já participaram em outras edições.
Países que boicotaram o evento da vela.

- RSA África do Sul
- ARG Argentina
- AUS Austrália
- AUT Áustria
- BAH Bahamas
- BEL Bélgica
- BER Bermudas
- BIR Birmânia
- BRA Brasil
- CAN Canadá
- CUB Cuba
- DEN Dinamarca
- EUA Equipe Alemã Unida
- USA Estados Unidos
- FIJ Fiji
- FIN Finlândia
- FRA França
- GBR Grã-Bretanha
- GRE Grécia
- IRL Irlanda
- ITA Itália
- NOR Noruega
- NZL Nova Zelândia
- POR Portugal
- SIN Singapura
- SWE Suécia
- THA Tailândia
- URS União Soviética

## Eventos
| Classe        | Tipo     | Local        | N.º de equipes | Primeira exibição |
| ------------- | -------- | ------------ | -------------- | ----------------- |
| Finn          | bote     | Port Phillip | 20             | 1952              |
| 12 m² Sharpie | bote     | Port Phillip | 13             | 1956              |
| Star          | keelboat | Port Phillip | 12             | 1932              |
| Dragon        | keelboat | Port Phillip | 16             | 1948              |
| 5.5 Metre     | keelboat | Port Phillip | 10             | 1952              |

## Medalhistas
| Evento                 | Ouro                                                  | Prata                                                                               | Bronze                                                      |
| ---------------------- | ----------------------------------------------------- | ----------------------------------------------------------------------------------- | ----------------------------------------------------------- |
| Finn detalhes          | Paul Elvstrøm DEN Dinamarca                           | André Nelis BEL Bélgica                                                             | John Marvin USA Estados Unidos                              |
| 12 m² Sharpie detalhes | Peter Mander Jack Cropp NZL Nova Zelândia             | Rolland Tasker John Scott AUS Austrália                                             | Jasper Blackall Terence Smith GBR Grã-Bretanha              |
| Star detalhes          | Herbert Williams Lawrence Low USA Estados Unidos      | Agostino Straulino Nicolò Rode ITA Itália                                           | Durward Knowles Sloane Farrington BAH Bahamas               |
| Dragon detalhes        | Folke Bohlin Bengt Palmquist Leif Wikström SWE Suécia | Ole Berntsen Cyril Andresen Christian von Bülow DEN Dinamarca                       | Graham Mann Ronald Backus Jonathan Janson GBR Grã-Bretanha  |
| 5.5 Metre detalhes     | Lars Thörn Hjalmar Karlsson Sture Stork SWE Suécia    | Robert Perry David Bowker John Dillon Neil Kennedy-Cochran-Patrick GBR Grã-Bretanha | Jock Sturrock Douglas Buxton Devereaux Mytton AUS Austrália |

## Quadro de medalhas
| Ordem | País               | Medalha de ouro | Medalha de prata | Medalha de bronze |    | Ordem por total |
| ----- | ------------------ | --------------- | ---------------- | ----------------- | -- | --------------- |
| 1     | SWE Suécia         | 2               |                  |                   | 2  | 2               |
| 2     | DEN Dinamarca      | 1               | 1                |                   | 2  | 2               |
| 3     | USA Estados Unidos | 1               |                  | 1                 | 2  | 2               |
| 4     | NZL Nova Zelândia  | 1               |                  |                   | 1  | 6               |
| 5     | GBR Grã-Bretanha   |                 | 1                | 2                 | 3  | 1               |
| 6     | AUS Austrália      |                 | 1                | 1                 | 2  | 2               |
| 7     | BEL Bélgica        |                 | 1                |                   | 1  | 6               |
| 7     | ITA Itália         |                 | 1                |                   | 1  | 6               |
| 9     | BAH Bahamas        |                 |                  | 1                 | 1  | 6               |
| TOTAL | TOTAL              | 5               | 5                | 5                 | 15 | —               |